# Schwarzer Berg (Radewege)
Der Schwarze Berg ist ein 89,3 Meter hoher Berg in Brandenburg. Er wurde eiszeitlich gebildet, gehört zur Nauener Platte und ist deren höchste Erhebung. Er liegt in der Gemeinde Beetzsee nahe dem Wohnplatz Radewege Siedlung. Über den Nordwesthang verläuft die Grenze zur Stadt Havelsee. Im 19. Jahrhundert wurde am Schwarzen Berg ein Gräberfeld archäologisch gesichert.

## Morphologie
Der Schwarze Berg als Teil der Nauener Platte entstand während der letzten, der Weichselkaltzeit. Er wurde von von Nordosten nach Mitteleuropa vordringenden Eismassen geformt. Der Schwarze Berg ist die höchste Erhebung eines größeren Stauchmoränenkomplexes. Das Inlandseis formte im Verlauf eine ganze Hügelkette, zu der beispielsweise der Fohrder Berg, der Gallberg, der Fuchsberg und der Eichberg gehören. Auch bildet der Schwarze Berg riegelartig den südwestlichen Abschluss des Marzahner Fenns, eines ehemaligen Gletscherzungenbeckens. Er entstand an den Eisrandlagen 1c und 2 der Brandenburg-Phase. Zur nur abschnittsweise nachvollziehbaren Randlage 1 c werden neben dem Schwarzen Berg beispielsweise auch der Fohrder Berg, der Gallberg und der Marienberg gerechnet. Die Randlange 2 ist durch die Linie Schwarzer Berg – Hasselberg – Wasenberg – Weinberg – Götzer Berg nachvollziehbar. In seinem Kern soll der Schwarze Berg saalekaltzeitlichen Ursprungs sein. Südwestlich am Schwarzen Berg bildete sich die glaziale Bohnenland-Görden-Rinne.

## Gräberfeld
Im 19. Jahrhundert wurde am Schwarzen Berg ein Urnengräberfeld mit Gräbern aus der Spätbronzezeit entdeckt. Insgesamt wurden neun Gräber mit aus Bronze gefertigten Beigaben gesichert. So wurden beispielsweise Spiralplattenfibeln, Wendelringe, Finger- und Armringe gefunden.

## Schutzgebiete
Der mit einem ausgedehnten Kiefernforst bewachsene Schwarze Berg liegt im Landschaftsschutzgebiet Westhavelland und im Naturpark Westhavelland.